# Сахарук Валерій Сергійович
Сахарук Валерій Сергійович (нар. 24.01.1960) - український мистецтвознавець, куратор виставок і мистецьких проектів, автор каталогів, альбомів та монографічних досліджень, присвячених українському мистецтву ХХ - ХХІ століть.

## Життєпис
Народився на Волині, Українська РСР. Закінчив  Київський  художній інститут. Навчався у   Платона Білецького, Ганни Заварової, Вадима Клєваєва,   Леоніда Владича . Живе і працює в Києві.
Керівник та куратор галереї «Аліпій» (1993-1995, 2001-2003), координатор мистецьких програм Міжнародної агенції «Україна-Арт» (1999-2002), керівник арт-проектів Палацу мистецтв «Український дім» (2004-2005), науковий співробітник лабораторії культурних стратегій, ініціатив та технологій ІПСМ АМУ (з 2006). 

## Проекти
- «Мистецькі імпресії» (1994, галерея «Аліпій» / Центр «Український дім»)
- «Київська мистецька зустріч» (1995, галерея «Аліпій» / Центр «Український дім»)
- «Meine Welt» (у співпраці з Дороті Бінерт, 2000, Wilmersdorf Kommunale Galerie)
- «Неріздвяна виставка» (2001, галерея «Аліпій»)
- Михайло Вайнштейн - «Каталог» (2002, галерея «Аліпій»)
- Сергій Ануфрієв - «Біла пляма» (2002, галерея «Аліпій»)
- Анатолій Суммар - «Вибрані роботи» (2002, галерея «Аліпій»)
- Виставкова програма «Діалоги» (у співпраці з  Галиною Скляренко, 2002-2003, галерея «Аліпій»)
- Казимир Малевич / Федір Тетянич - «Полетіли» (у співпраці з  Г. Скляренко, 2003, галерея «К-11»)
- «Козак Мамай» (у співпраці з Іреною Сахарук, 2004, Національний художній музей України)
- «Українське дерево» (2005, Палац мистецтв «Український дім»).
- «Наївні» (2012, НЦНК «Музей Івана Гончара»)
- «Анатолій Сумар» (2014, Національний художній музей України)
- «Т.Г.» (2014, Національний музей Тараса Шевченка)
- Сергій Панич - «Становлення» (2015, Stedley Art Foundation)
- Михайло Вайнштейн - «Фотографії на тлі килима» (2016, НЦНК «Музей Івана Гончара»)
- Федір Тетянич - «Канон Фрипулья» (2017, ПінчукАртЦентр)
- Микола Трох - «Порнографічний цикл» (2020, Stedley Art Foundation)
- «30х30: Сучасне українське мистецтво» (2021, Український дім)
- «Ювілей небайдужості» (у співпраці з Олександром Соловйовим, 2023, Український дім)

## Публікації
- Гнилецький перформанс (Сучасність. 1993. № 8)
- Мистецькі імпресії (Київ: Центр «Український дім», 1994)
- Robic swoje, niczego nie oczekujac (Magazyn Sztuki. 1994. № 4)
- Київська мистецька зустріч (Київ: Центр «Український дім», 1995)
- Ричард Серра (Художественный журнал. 1995. № 7)
- After The Battle: A Critique of Contemporary Ukrainian Art (Culture of The Time of Transformation / Ed. by Janos Brendel. Poznan, 1999)
- Про переваги приватності (Галерея. 2003. № 4)
- Козак Мамай (Київ: Родовід, 2008)
- Анатолій Сумар: Каталог творів (Київ: Вид. дім «АДЕФ–Україна», 2014)
- Ворота до раю (Київ: Вид. дім «АДЕФ–Україна», 2015)
- Худшкола (Київ: Вид. дім «АДЕФ–Україна», 2016)
- Михайло Вайнштейн: Фотоархів (Київ: Вид. дім «АДЕФ–Україна», 2016)
- Анатолій Сумар: Листи про мистецтво (Київ: Фундація Стедлі Арт, 2018)
- Микола Трох: Enfant terrible української фотографії (Київ: Фундація Стедлі Арт, 2020)
- 30х30: Сучасне українське мистецтво (Київ: ArtHuss, 2021)